# Утка с апельсинами
Утка с апельсинами (фр. Canard à l'orange) — блюдо французской кухни, берущее начало в средневековой кухне, и состоящее из утки под соусом бигарад из горького апельсина и ликёра Grand Marnier.

## История
Горький апельсин был импортирован из Китая в Европу во времена крестовых походов (XI—XIII века). Сладкий апельсин был обнаружен в Китае и импортирован в Европу в XV веке португальскими мореплавателями. Апельсины были предметом роскоши до 1950-х годов.
Первые рецепты утки в апельсинах появились во Франции ещё в XIV веке.
Согласно легенде, рецепт утки с апельсинами был завезён во Францию поварами королевы Франции Екатерины Медичи в XVI веке. В «Оксфордском справочнике по итальянской кухне» этот миф назван «откровенной неправдой», поскольку в нём объясняется, что рецепт уже существовал во Франции более чем за 100 лет до рождения королевы Екатерины. Более того, при дворе Екатерины Медичи не было зафиксировано ни одного итальянского повара. Эта легенда является частью так называемого итальянского мифа во французской кухне (возникла во Франции в XIX веке и гласит, что Екатерина Медичи, королева Франции, родом из Тосканы, преобразила французскую кухню, добавив множество новых штрихов к кулинарным традициям страны).
Один из старейших письменных рецептов содержится в книге Франсуа Марена «Suite des Dons de Comus», опубликованной в 1742 году.
В своей работе «Искусство повара» (1814) Антуан Бовилье предлагает такой вариант приготовления. По его версии в соусе сочетаются апельсиновый сок и «мякоть», мелко нарезанная и бланшированная цедра, всё это смешано с насыщенным говяжьим бульоном, приправленным щепоткой грубого перца. Этот рецепт был использован Александром Дюма в его «Большом кулинарном словаре» (1873).
Ингредиент этого блюда — соус бигарад, описанный в кулинарном издании Le Guide Culinaire (1903). Он состоит из карамелизированного сахара, который затем растворяется в небольшом количестве уксуса, затем добавляется мясной бульон из-под утки, апельсиновый и лимонный сок, а также измельчённая цитрусовая цедра.
В 1945 году французский шеф-повар Рене Лассер создал современный изысканный рецепт утки с апельсинами, одного из фирменных блюд своего изысканного ресторана Lasserre в районе Елисейских полей в Париже, вдохновлённый рецептом из его беарнских корней , заменив лук апельсинами.

## Ингредиенты

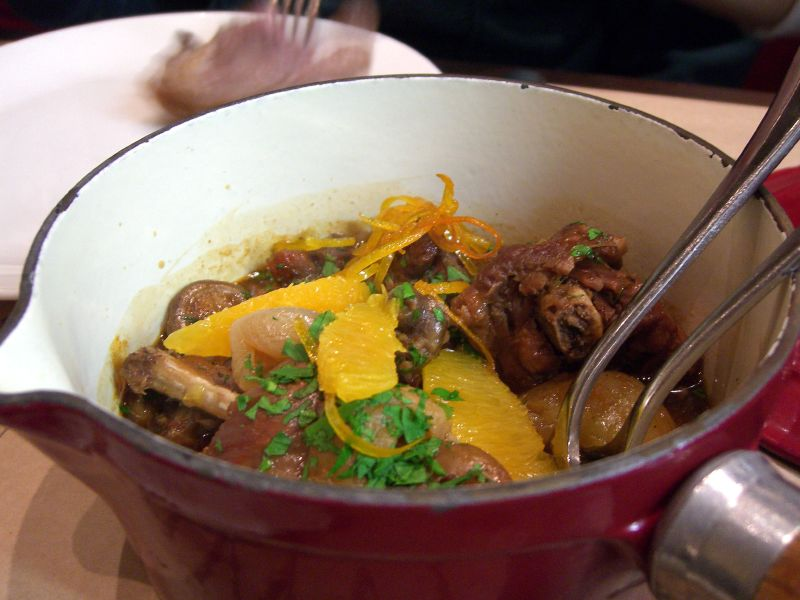
Приготовление утки с апельсинами

Мясо утки, апельсины (бигарад или горькие апельсины, также называемые севильскими апельсинами), белое вино, масло, лимон, рюмки коньяка, Куантро или Гран Марнье, петрушка, лук, морковь, букет гарни, соль и перец.

## Рецепт Рене Лассера
Утку обжаривают на сковороде в сливочном масле и томят на медленном огне в течение 45 минут, затем тушат ещё несколько минут с 10 мл ликера Grand Marnier. Карамелизируют сок, оставшийся после готовки, на сильном огне со столовой ложкой сахара, одной столовой ложкой винного уксуса и небольшим половником апельсинового сока. Утку приправляют, поливают несколькими ложками обезжиренного соуса, окружают дольками апельсина, приготовленными в соке, выделившемся при приготовлении пищи, по отдельности в сотейнике.

## В театре и кино
- 1965: Chambre à part (film, 1965), американский фильм 1965 года режиссёра Ричарда Торпа.
- 1967: Le Canard à l’orange, пьеса в четырёх актах Уильяма Дугласа-Хьюма.
- 1975: Утка под апельсиновым соусом, итальянская кинокомедия режиссёра Лучано Сальче с Уго Тоньяцци и Моникой Витти.